# Milan Fukal
Milan Fukal (Jablonec nad Nisou, 1975. május 16. –) cseh válogatott labdarúgó.
A cseh válogatott tagjaként részt vett az 1997-es konföderációs kupán és a 2000-es Európa-bajnokságon.

## Sikerei, díjai
Sparta Praha
- Cseh bajnok (1): 1999–00

Csehország
- Konföderációs kupa bronzérmes (1): 1997